# Hugo Laurentino
Hugo Laurentino (* 22. Juli 1984 in Évora) ist ein portugiesischer Handballtorwart.
Der 1,88 m große und 88 kg schwere Laurentino begann seine Profikarriere 2001 beim FC Porto. Seitdem gewann er zehn Meisterschaften und zwei Pokale. International erreichte er das Viertelfinale im EHF-Europapokal der Pokalsieger 2001/02, das Achtelfinale im EHF-Europapokal der Pokalsieger 2007/08, die dritte Runde im EHF-Pokal 2009/10, das Achtelfinale im EHF-Pokal 2010/11 und 2011/12, die dritte Runde im EHF Europa Pokal 2012/13 und die Gruppenphase in der EHF Champions League 2013/14.
Hugo Laurentino bestritt bisher für die Portugiesische Nationalmannschaft mindestens 56 Länderspiele.

## Erfolge
- Portugiesischer Meister 2002, 2003, 2004, 2009, 2010, 2011, 2012, 2013, 2014, 2015
- Portugiesischer Pokalsieger 2006 und 2007